# Władimir Ipatjew
Władimir Nikołajewicz Ipatiew (ros. Владимир Николаевич Ипатьев, ur. 21 listopada 1867 w Moskwie, zm. 29 listopada 1952 w Chicago) – rosyjski chemik i wojskowy.

## Życiorys
Od 31 sierpnia 1884 służył w rosyjskiej armii, skończył 3 Moskiewski Korpus Kadetów, w 1887 Michajłowską Szkołę Artylerii, a w 1892 Michajłowską Akademię Artylerii, na której następnie wykładał i jednocześnie pracował w jej laboratorium chemicznym. Pracował również w zagranicznych laboratoriach chemicznych w Monachium i Paryżu. 7 czerwca 1899 został profesorem nadzwyczajnym, 5 października 1902 zwyczajnym, a 9 czerwca 1912 zasłużonym profesorem Michajłowskiej Akademii Artylerii (do 1927), od 1902 wykładał na Uniwersytecie Petersburskim i jednocześnie od 1909 był pomocnikiem kierownika laboratorium chemicznego Michajłowskiej Akademii Artylerii. Od 9 stycznia 1916 do 1936 był akademikiem Imperatorskiej Akademii Nauk, 1918-1927 pracował w Akademii Nauk RFSRR/ZSRR, 1922 był delegatem RFSRR na konferencję w Genewie jako ekspert, od 1927 pracował w Bawarskich Zakładach Azotowych w Niemczech. W czerwcu 1930 wyjechał na Międzynarodowy Kongres Energetyczny do Berlina, skąd nie powrócił do ZSRR. Pracował w USA, gdzie był profesorem uniwersytetu w Chicago, został również członkiem Narodowej Akademii Nauk w Waszyngtonie. Badał procesy katalityczne prowadzone w podwyższonej temperaturze i pod zwiększonym ciśnieniem. Jest autorem prac z dziedziny technologii otrzymywania benzyn wysokooktanowych.

## Awanse
- podporucznik (starszeństwo z 7 sierpnia 1885)
- porucznik (starszeństwo z 7 sierpnia 1889)
- sztabskapitan gwardii (starszeństwo z 6 maja 1896)
- kapitan gwardii (starszeństwo z 6 maja 1900)
- pułkownik (starszeństwo z 28 marca 1904)
- generał major (starszeństwo z 6 grudnia 1910)
- generał porucznik (starszeństwo z 30 lipca 1912)

## Odznaczenia
- Order Świętej Anny I klasy (1915)
- Order Świętej Anny II klasy (1905)
- Order Świętego Włodzimierza II klasy 1915)
- Order Świętego Włodzimierza III klasy (1907)
- Order Świętego Stanisława I klasy (1912)